# Elecciones estatales extraordinarias de Tlaxcala de 2013
Las Elecciones Estatales Extraordinarias del Estado de Tlaxcala de 2013 fueron llevadas a cabo el domingo 8 de diciembre de 2013. Durante estas se eligieron los siguientes cargos de elección popular en el Estado mexicano de Tlaxcala:
- Presidente Municipal de Apetatitlán. Titular del Ayuntamiento y sus regidores,  electo para un período extraordinario de tres años. El candidato electo fue Valentín Gutierrez.
- Diputado del XIII Distrito Local de Tlaxcala. Electos de cada uno de la mayoría relativa.

## Resultados Electorales[1]

### Ayuntamiento de Apetatitlán de Antonio Carvajal
|  | 40.16 % |

|  | 30.16 % |

|  | 2.82 % |

|  | 24.68 % |

|  | 2.15 % |

|  | 100.00 % |

### Distrito XIII Local
|  | 50.30 % |

|  | 44.08 % |

|  | 1.76 % |

|  | 0.37 % |

|  | 2.40 % |

|  | 100.00 % |